# Польское общество по изучению боли
Польское общество по изучению боли (пол. Polskie Towarzystwo Badania Bólu) — польское научное общество, основанное в 1991 году.
Согласно Уставу, целью Общества является инициирование и поддержка научных исследований в области симптомов и методов лечения боли; интеграция научных работников, врачей различных специальностей и других специалистов в области научных исследований и практического лечения боли; продвижение новейших разработок в области диагностики и лечения боли.
В состав Общества входят 2 научные секции; Общество насчитывает 530 рядовых и 13 почетных членов.
Общество издаёт ежеквартальный научный журнал «Боль» (пол. Kwartalnik Ból), в котором публикуются оригинальные статьи и материалы, представляющие результаты последних научных исследований.
Общество имеет обширные международные связи, состоит членом Международной ассоциации по изучению боли (англ. International Association for the Study of Pain), а также является официальным представителем Европейской федерации боли (англ. European Pain Federation).
Председателем Общества является доктор медицинских наук Magdalena Kocot-Kępska.